# NGC 5204
NGC 5204 је спирална галаксија у сазвежђу Велики медвед која се налази на NGC листи објеката дубоког неба.
Деклинација објекта је + 58° 25' 6" а ректасцензија 13h 29m 36,1s. Привидна величина (магнитуда) објекта NGC 5204 износи 11,1 а фотографска магнитуда 11,7. Налази се на удаљености од 5,277 милиона парсека од Сунца. NGC 5204 је још познат и под ознакама UGC 8490, MCG 10-19-78, CGCG 294-39, IRAS 13277+5840, PGC 47368.